# Angelo Anquilletti
Angelo Anquilletti (San Donato Milanese, 25 april 1943 – Milaan, 9 januari 2015) was een Italiaans profvoetballer.
Anquilletti begon zijn carrière bij Solbiatese Arno Calcio. Na 3 seizoenen hier werd hij getransfeerd naar Atalanta uit de Serie A. Hier speelde hij 2 seizoenen alvorens hij voor 11 seizoenen naar AC Milan zou trekken, waarmee hij in 1966 Europacup I won. Hij speelde twee keer voor zijn land: in 1969, beide keren tegen Mexico.
Hij beëindigde zijn carrière in de Serie B bij AC Monza Brianza 1912. Hij overleed in 2015 op 71-jarige leeftijd.